# Fenestraspongia
Fenestraspongia é um gênero de esponja marinha da família Thorectidae.

## Espécies
- Fenestraspongia intertexta (Carter, 1885)
- Fenestraspongia tubulosa (Lendenfeld, 1889)